# Municipio de Lac qui Parle
El municipio de Lac qui Parle (en inglés: Lac qui Parle Township) es un municipio ubicado en el condado de Lac qui Parle en el estado estadounidense de Minnesota. En el año 2010 tenía una población de 178 habitantes y una densidad poblacional de 2,18 personas por km².

## Geografía
El municipio de Lac qui Parle se encuentra ubicado en las coordenadas 45°0′54″N 95°55′49″O / 45.01500, -95.93028. Según la Oficina del Censo de los Estados Unidos, el municipio tiene una superficie total de 81.51 km², de la cual 74,26 km² corresponden a tierra firme y (8,9 %) 7,25 km² es agua.

## Demografía
Según el censo de 2010, había 178 personas residiendo en el municipio de Lac qui Parle. La densidad de población era de 2,18 hab./km². De los 178 habitantes, el municipio de Lac qui Parle estaba compuesto por el 99,44 % blancos, el 0,56 % eran isleños del Pacífico. Del total de la población el 0,56 % eran hispanos o latinos de cualquier raza.